# Forgács Gyula (lelkész)
Forgács Gyula (Léva, 1879. – Budapest, 1941. július 8.) a magyar református belmisszió úttörője.

## Életpályája
Református és katolikus pár házasságából született, eredetileg  Firtusz néven.  A budapesti Skót Misszió segédlelkipásztora (1906–1910), majd lelkipásztora (1933) volt. Péceli (1910), sárospataki (1924) lelkipásztor; több missziói egyesület vezetője; az ország első gyülekezeti házának megépíttetője; a Péceli Kör nevű egyházi reformmozgalom elindítója (1920). Kerületi (1920–1924) és zsinati (1928–1933) missziói referens; a zsinat által elfogadott (1933) missziói törvény előkészítője.

## Emlékezete
Síremléke Pécelen található.

## Művei
- A belmisszió és cura pastorális kézikönyve (1925, a Magyar Református Egyház kiadása).[1]